# Joseph Laniel
Joseph Laniel (12. října 1889, Vimoutiers – 8. dubna 1975, Paříž) byl francouzský konzervativní politik, v letech 1953–1954 premiér Francie.

## Životopis
Narodil se v bohaté rodině průmyslníků a politiků, jeho otec byl poslancem. Věnoval se nejprve komunální politice, v roce 1932 byl prvně zvolen poslancem parlamentu za Alliance démocratique. V roce 1940 hlasoval pro rozšíření pravomocí maršála Pétaina, ale v roce 1941 se připojil k odboji. Podílel se na založení Conseil National de la Résistance, klíčového odbojového centra, kde reprezentoval pravicové křídlo.
Po válce, v roce 1945, patřil k zakladatelům menší konzervativní strany Parti républicain de la liberté. Roku 1951 založil další stranu Centre National des Indépendants et Paysans. V roce 1951 se prvně stal členem vlády, zaujal nakrátko post ministra pošt. Posléze (1951–1952) byl státním ministrem (funkce blížící se pravomocemi místopředsedovi vlády). Mezi 28. červnem 1953 a 18. červnem 1954 byl předsedou vlády. Rezignoval po francouzské porážce u Dien Bien Phu.